# Christian August von Lengefeld
Christian August von Lengefeld (* 11. Mai 1728 auf Laasen; † 20. Juli 1789 in Bad Mayenburg) war ein preußischer Generalleutnant, Chef des Infanterieregiments Nr. 5 sowie Gouverneur der Festung Magdeburg und Ritter des Schwarzen Adlerordens.

## Leben

### Herkunft
Seine Familie stammt aus dem Fürstentum Schwarzburg-Rudolstadt. Er war der Sohn von August Alexander von Lengefeld (1697–1740), Erbherr auf Laasen, Döhlen und Arnsbach, und dessen Ehefrau Magdalene Friedericke, geborene von Dobeneck aus dem Haus Kaulsdorf. Der Generalleutnant Friedrich Wilhelm von Lengefeld war sein Bruder.

### Militärkarriere
Lengefeld war zunächst Page am Hof in Rudolstadt. 1745 trat er in kursächsische Dienste und wurde Gefreitenkorporal in Regiment „Prinz Xaver“. Der Prinz achtete sehr auf die Ausbildung in seinem Regiment und stellte einen Lehrer für Kriegsbaukunst und einen guten Stallmeister. Von diesen Möglichkeiten machte der Lengefeld eifrig Gebrauch. 1746 wurde er Fähnrich, sah aber keine Möglichkeiten zum weiteren Aufstieg, nahm 1748 seinen Abschied und ging nach Schwarzburg zurück. Er wurde Premierleutnant in einem Regiment, das seine Fürsten Heinrich XXXV. und Johann Friedrich errichteten, um es gegen Geld an die Holländer zu vermieten. Mit diesem Regiment kam er zunächst in die Garnison nach Herzogenbusch. Danach kam er in Feld nach Breda und nach Loo. Am 18. Oktober 1748 zogen die Truppen in Winterquartier nach Deventer. Lengefeld hatte in dieser Zeit zwar keine Orden gesammelt, aber gute Kontakte zu den dortigen Reichstruppen bekommen. Im Jahr 1749 wurde das Regiment eingesetzt, um die in Overijssel ausgebrochenen Unruhen mit zu bekämpfen. Im Herbst des Jahres marschierte sein Regiment nach Schwarzburg zurück. Dort wurde es auf verschiedene Garnisonen verteilt und die Kompanien verkleinert. Lengefeld nahm Urlaub und machte verschiedene Reisen durch Deutschland. Er wurde 1754 Stabskapitän, aber konnte seine Reisen fortsetzen. 1755 bot ihm der Herzog von Württemberg den Posten des Kommandeurs einer Grenadierkompanie an. Daraufhin verließ Lengefeld die Sonderburger Dienste und kam nach Württemberg.
Im Siebenjährigen Krieg war er einer der 6000 Mann, die für französisches Geld zu den Österreichern kamen. 1757 kämpfte er gegen die Preußen bei der Belagerung von Scheidnitz, in der Breslau und Leuthen. 1758 wurde er Major und Kommandeur eines Grenadierbataillons. Er kam zur französischen Armee unter dem Prinzen von Soubise und Herzog von Broglie. Als die Armee von Kassel in die hannoverschen Lande marschierte bildete sein Grenadierbataillon die Vorhut. Diese traf am 10. Oktober 1758 bei Lutterberg auf den Truppen des Generals Christoph Ludwig von Oberg, diese wurden geschlagen. 1759 wurde er zum Oberstleutnant der württembergischen Leibgarde. Da die Leibgarde nicht an den Gefechten teilnahm, wurde ihm das Kommando über das zweite Bataillon des Regiments Prinz Louis übergeben. Unter dem Oberbefehl des Herzogs von Württemberg standen dessen Kompanien in Hessen und bei Fulda. Nach dem Gefecht bei Fulda bekam er den Oberbefehl über alle württembergische Grenadiere. Ende Januar 1760 wurden sie auf dem Vogelsberg (Wetterau) stationiert, im gleichen Jahr sammelte der Herzog von Weimar eine Truppe von 12.000 Mann, wobei sich das Grenadierbataillon befand. Er führte es auch im Gefecht bei Wittenberg am 13. Oktober 1760. 1761 bekam er den Auftrag ein neues Leibgrenadierregiment aufzustellen, dazu wurde er zum Oberst und Kommandeur des Regiments ernannt. 1765 bekam er den erbetenen Abschied aus dem württemberger Dienst.
Im Jahr darauf 1766 ging er in preußische Dienste. Er wurde als Oberst und Kommandeur in das Infanterie-Regiment Nr. 50 in Silberberg übernommen. 1770 bekam er die königliche Genehmigung als Freiwilliger in russische Dienste zu wechseln. Russland befand sich zu dieser Zeit mit dem Osmanischen Reich im Krieg. Er kam zur Armee des Feldmarschalls Romanzow der an der Moldau gegen die Türken kämpfte. Er kämpfte am 28. Juni in der Schlacht bei Lapuschna, am 28. Juli in der Schlacht an der Larga und am 1. August in der Schlacht von Cahul. Am 3. August wurde die Türken an der Donau geschlagen und damit aus Moldawien vertrieben. Er ging danach zur Armee des Grafen von Panin, dieser zog gegen die Festung Bender. Sie wurde belagert und am 26. September erobert. Lengefeld bekam den königlichen Befehl  zurückzukehren, als die russische Armee  in die Winterquartiere ging. Wegen der in Polen herrschenden Pest (?) musste er einen Umweg durch Siebenbürgen nehmen. Er musste sich aber am Pass Ditos in Quarantäne begeben. Nach deren Ende kam er durch Ungarn über Wien zurück nach Preußen. Im März 1771 erreichte er den König in Potsdam, wo er einen ausführlichen Bericht erstellen musste. Mit dem war der König sehr zufrieden und am 22. Mai 1771 wurde er zum Generalmajor ernannt. 1773 wurde er Chef des neuerrichteten Regiments Nr. 52 in Westpreußen. 1774 erhielt er den Orden Pour le Mérite.
Im bayrischen Erbfolgekrieg kam er zur Armee des Königs. Er wurde Kommandant einer Grenadierbrigarde beim Korps des Generalleutnant Wunsch. Dort konnte er sich am 14. Januar 1779 im Gefecht von Zuckmantel in Oberschlesien auszeichnen. Zusammen mit dem Regiment Oserowski konnte er mit den neuerrichteten Regimentern die Österreicher nach zweistündiger Kanonade aus ihren Verschanzungen vertreiben. 1779 wurde er auch noch für den Gefangenenaustausch zuständig.
Im Mai 1782 wurde er Generalleutnant und erhielt im Juli des Jahres den Schwarzen Adlerorden. Am 5. April 1785 wurde Lengefeld Chef des Infanterieregiments „von Saldern“ und Gouverneur von Magdeburg. Am 26. Mai 1789 erhielt er einen zweimonatigen Urlaub zur Wiederherstellung seiner Gesundheit. Dabei verstarb er kurz darauf an seinem Kurort Bad Mayenburg.
Er wurde von Friedrich II. sehr geschätzt, der ihn auch zur Betreuung von ausländischen Staatsgästen einsetzte.